# Miquel Morera i Darbra
Miquel Morera i Darbra (Barcelona, 26 de abril de 1920-5 de diciembre de 2024), fue un excombatiente de la guerra civil española y escritor español, reconocido por ser uno de los últimos combatientes vivos de la guerra civil en España. A fecha de 2024 fue definido como "el último superviviente de la Quinta del Biberón", la generación más joven que fue al frente.

## Biografía
Miquel Moreira fue a alistarse voluntario a los quince años en la Columna Macià-Companys, en el frente de Aragón, donde se incorporó como ayudante de su padre armero. Luchó en la batalla de Teruel, donde conoció a Francisco Boix, y en la batalla de Valsequillo con la 22.ª División. Cuando concluyó la contienda en 1939 y regresó a su casa, fue arrestado junto a su familia por la policía franquista. Estuvo en la Cárcel Modelo de Barcelona. y luego en un campo de concentración.
En 2006 publicó un libro contando sus experiencias en el frente y en prisión, Un chico en el frente. Una juventud rota (1936-1945) (originalmente Un noi al front. Una joventut trencada (1936-1945)).
En 2023 fue conmemorado por el Gobierno de Cataluña con la Cruz de Sant Jordi.
Falleció el 5 de diciembre de 2024 a los 104 años de edad.

## Obras publicadas
- Un noi al front. Una joventut trencada (1936-1945). Calafell: Llibres de Matrícula, 2010. ISBN 978-84-937111-2-2.[1]